# Липкин, Артур Беннет
Артур Беннет Липкин (англ. Arthur Bennett Lipkin; 1907, Лондон — 18 июня 1974, Принстон) — американский дирижёр.
С 1924 г. в США, в 1924—1925 гг. учился как скрипач в Кертисовском институте. Затем на протяжении многих лет играл в Филадельфийском оркестре, одновременно пробуя себя как дирижёр в окрестных оркестрах. В 1949 г. по рекомендации Юджина Орманди возглавил Бирмингемский городской оркестр и руководил им до 1960 г., под его руководством коллектив перешёл на полностью профессиональную основу.
В 1962—1967 гг. возглавлял Портлендский симфонический оркестр. Менеджментом оркестра ему был предложен контракт на 7000 долларов в год, однако Липкин выговорил себе 10000 долларов с условием, что 3000 будут им расходоваться на нужды оркестра. Эти деньги были употреблены дирижёром на заказ новых произведений для первого исполнения оркестром. Покинув Портленд, Липкин основал и возглавил Комитет по продвижению американской современной музыки (англ. U. S. Committee to Further American Contemporary Music), от лица которого продолжил заказывать новые сочинения композиторам, среди которых были, в частности, Алан Хованесс, Уолтер Пистон, Винсент Персикетти, а также нигерийский композитор Акин Юба.
Записал два альбома с современной американской симфонической музыкой — один с Филармоническим оркестром Осло (1966), другой с Королевским филармоническим оркестром (1970).
Утонул в бассейне собственного дома.